# Боривітер молуцький
Боривітер молуцький (Falco moluccensis) — вид хижих птахів родини соколових (Falconidae).

## Поширення
Вид поширений на островах Ява, Сулавесі та багатьох Малих Зондських островах. Мешкає на луках з розкиданими деревами, обробленими ділянками, а також на узліссях первинних і вторинних лісів. По лісових дорогах може проникати в ліси, а потім заселяє галявини. Також спостерігалося проживання в людських поселеннях.

## Спосіб життя
Харчується дрібними ссавцями, птахами, ящірками та комахами.